# Platycheirus femineum
Platycheirus femineum är en tvåvingeart som beskrevs av Charles Howard Curran 1931. Platycheirus femineum ingår i släktet fotblomflugor, och familjen blomflugor.
Artens utbredningsområde är Québec. Inga underarter finns listade i Catalogue of Life.